# پترووکا
پترووکا (به چکی: Petrůvka) یک منطقهٔ مسکونی در جمهوری چک است که در ناحیه زلین واقع شده‌است. پترووکا ۷٫۰۲ کیلومتر مربع مساحت و ۳۶۴ نفر جمعیت دارد و ۴۸۴ متر بالاتر از سطح دریا واقع شده‌است.